# Ephydra yangi
Ephydra yangi är en tvåvingeart som beskrevs av Hu och Yang 2002. Ephydra yangi ingår i släktet Ephydra och familjen vattenflugor. Inga underarter finns listade i Catalogue of Life.